# Красне Ехо (селище)
Красне Ехо (рос. Красное Эхо) — селище у Гусь-Хрустальному районі Владимирської області Російської Федерації.
Входить до складу муніципального утворення Муніципальне утворення «Селище Красне Ехо». Населення становить 2022 особи (2010).

## Історія
Населений пункт розташований на землях фіно-угорського народу мещери.
Від 1929 року належить до Гусь-Хрустального району. Спочатку у складі Івановської промислової області, а від 19 серпня 1944 року — Владимирської області.
Згідно із законом від 25 травня 2005 року входить до складу муніципального утворення Муніципальне утворення «Селище Красне Ехо».

## Населення
| 1859  | 1905  | 1926  | 1959  | 1970  | 1979  | 1989  |
| ----- | ----- | ----- | ----- | ----- | ----- | ----- |
| 81    | ↗280  | ↗1058 | ↗2358 | ↗2389 | ↘2291 | ↘2185 |
| 2002  | 2010  |       |       |       |       |       |
| ↗2295 | ↘2022 |       |       |       |       |       |